# Casuarinaceae
Casuarinaceae este o familie de arbori și arbuști din ordinul Fagales. Cuprinde aproximativ 70 de specii. Majoritatea sunt native din Australia, Asia de Sud-Est și din Insulele Pacificului.